# Wilfried Gräfling

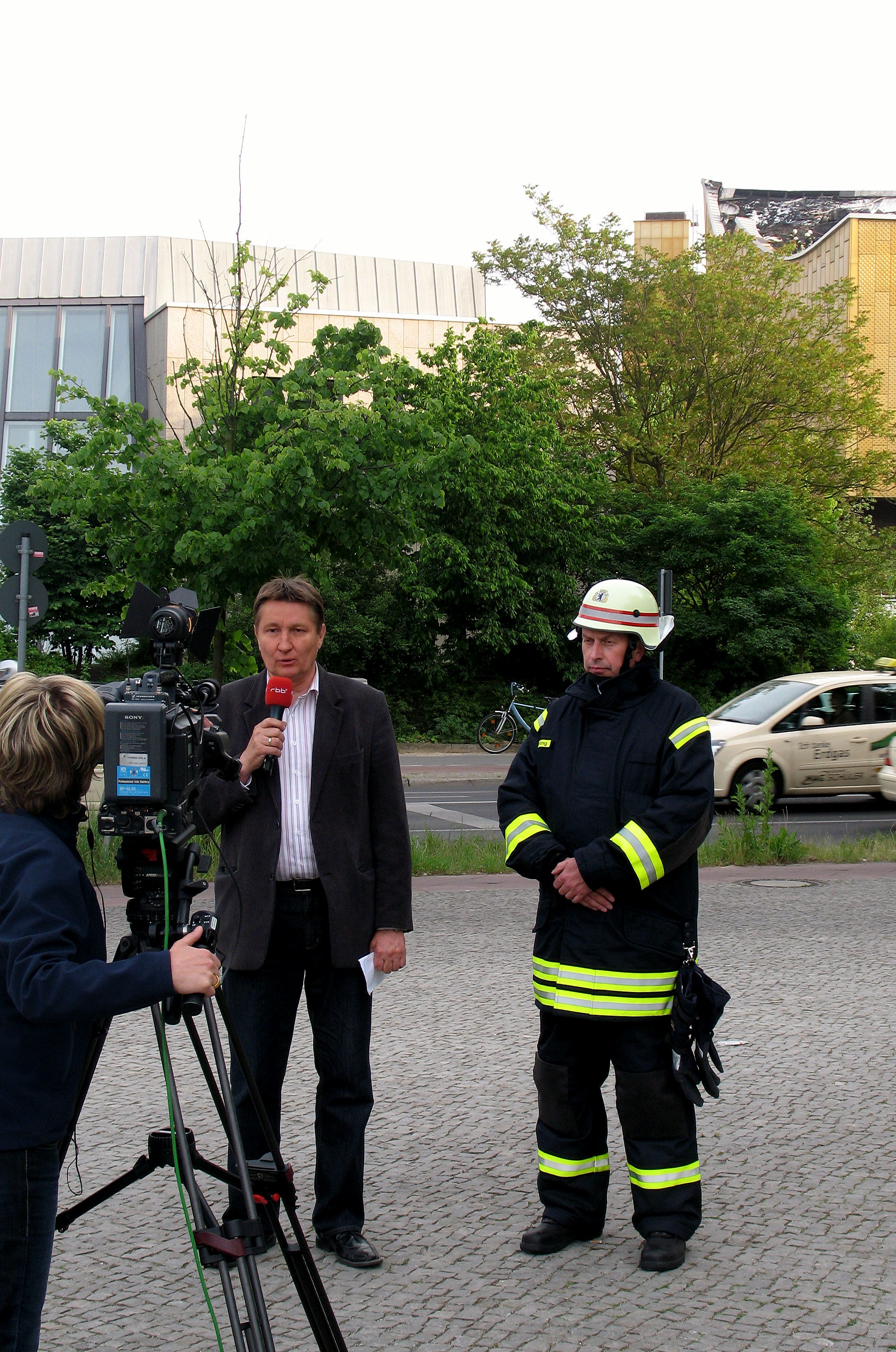
Landesbranddirektor Wilfried Gräfling während eines Interviews (2008)

Wilfried Gräfling (* 3. Juli 1955 in Gelsenkirchen) ist ein deutscher Diplom-Elektroingenieur, Wirtschaftswissenschaftler und pensionierter Feuerwehrbeamter. Er war von 2006 bis 2018 als Landesbranddirektor Leiter der Berliner Feuerwehr.

## Werdegang
Bereits mit 18 Jahren trat Wilfried Gräfling in die Freiwillige Feuerwehr Westerholt (Nordrhein-Westfalen) ein.
Nach dem Abitur studierte er ab 1976 Allgemeine Elektrotechnik und Wirtschaftswissenschaften an der Ruhr-Universität Bochum und begann im Anschluss sein Brandreferendariat bei der Berufsfeuerwehr Leverkusen.

## Laufbahn bei der Feuerwehr
Nach Abschluss seines Vorbereitungsdienstes für den Höheren Dienst wechselt Gräfling im Jahr 1983 als Brandrat zur Anstellung zur Berliner Feuerwehr.
In der Behörde nahm er zahlreiche Schlüsselpositionen auf Leitungsebene ein. So wirkte er als Referats- und auch als Abteilungsleiter in den Bereichen Fernmeldewesen, bzw. Informations- und Kommunikationstechnik.
Von Oktober 1992 bis Januar 1994 war Gräfling als Projektleiter zur Berliner Polizei abgeordnet und betreute dort die Realisierung der neuen Polizeieinsatzleitzentrale. Im Anschluss setzte er seine Erfahrungen auch bei der Errichtung der neuen Feuerwehrleitstelle IGNIS um. Zudem unterstützte er im Jahr 1998 das damalige Landeseinwohneramt in Fragen der Informationstechnik.
Bereits ab Januar 1997 war Gräfling federführend bei der Umsetzung der Verwaltungsreform der Berliner Feuerwehr beteiligt und baute ab 1998 die neue Direktion Nord auf, deren erster Leiter er im Juni 1999 wurde.
Im Januar 2001 wurde Gräfling, inzwischen zum Leitenden Branddirektor befördert, zum Ständigen Vertreter des Landesbranddirektors Albrecht Broemme ernannt.

### Landesbranddirektor (2006–2018)
Im Mai 2006 wurde der bisherige Feuerwehrchef Broemme überraschend verabschiedet und von Bundesinnenminister Wolfgang Schäuble zum Präsidenten der Bundesanstalt Technisches Hilfswerk ernannt.
Berlins Innensenator Ehrhard Körting wiederum beauftragte Gräfling zum 1. Juni 2006 mit der Wahrnehmung der Aufgaben des Landesbranddirektors, ehe er schließlich am 7. November 2006 offiziell zum neuen Leiter der Berliner Feuerwehr ernannt und in sein Amt eingeführt wurde.
Gräfling rückte somit an die Spitze der ältesten und größten Berufsfeuerwehr Deutschlands, die einen Personalbestand von 3800 Vollzugsbeamte, 400 sonstigen Mitarbeitern sowie 1300 Angehörigen der Freiwilligen Feuerwehr aufwies und im Jahr 2006 etwa 275.000 Einsätze zu bewältigen hatte.
Zum Zeitpunkt seiner Amtsübernahme wurde Gräfling nicht nur mit einer neuen EU-Verordnung konfrontiert, die eine wöchentliche Maximalarbeitszeit von 48 Stunden für die Feuerwehrbeamten vorsah und welche in Berlin aufgrund der damaligen Schichtmodelle bereits massiv überschritten wurde.
Zudem standen der Berliner Feuerwehr massiven Sparzwängen bevor, die einer schwierigen Haushaltslage geschuldet war.
Aufgrund der permanent steigenden Einsatzzahlen, führte er eine moderne und bisher nicht in Berlin praktizierte Abfragemodalität bei Eingang eines Notrufes ein und ließ zudem die Planstellen für Feuerwehrärzte in der Leitstelle aufstocken, die fach- und sachgerecht eingehende Notrufe präzise bewerteten. Auch die Krankentransportvermittlung, die bisher im System der Notfallbearbeitung eingebunden, der Theatersicherheitswachdienst sowie die Hydranten-Prüfungen wurden aus dem Aufgabenbereich der Vollzugsbeamten herausgelöst, was fühlbare Kapazitäten schaffte. Zudem wurden auch neue Dienstplanmodelle erstellt.
Gräfling wirkte vor allem als Initiator eines komplett neuen Einsatzleitsystem sowie eines neuen, zeitgemäßen Arbeits- und Gesundheitsschutzes.
Zudem ließ er neue Schutzkleidung für Berlins Feuerwehrleute beschaffen. Dazu gehörten u. a. die sandfarbene aus Polybenzimidazol, die noch heute bei der Brandbekämpfung und bei technischen Hilfeleistungen getragen werden sowie moderne Rettungsdienstkleidung.
In seine Amtszeit fiel auch das Inkrafttreten des Notfallsanitätergesetzes, das die Berliner Feuerwehr mit der zusätzlichen Ausbildungszeit sowie die Schaffung weiterer höherwertiger Planstellen in personelle Schwierigkeiten führte, weil eine gesetzeskonforme Besetzung der Rettungswagen kurzfristig kaum möglich war.
Schließlich traf auch die Feuerwehr die Flüchtlingswelle 2015, die die Behörde erneut auf ganz besondere Herausforderungen zusteuerte. Hierbei setzte Gräfling verstärkt auf die Kräfte der Freiwilligen Feuerwehr.
Wilfried Gräfling forderte während seiner Amtszeit beim Senat jährlich zusätzliche Baumaßnahmen für neue Rettungswachen sowie die Schaffung weiterer Planstellen, die zum Teil auch erfüllt wurden. Auch die Pflicht von Rauchmeldern bei Wohnungsneubauten gehörte zu seinen Erfolgen. Bei der letzten von ihm vorgestellten Jahresbilanz blickte er schließlich auf eine jährliche Einsatzzahl von inzwischen 500.000 Alarmierungen und sonstigen Tätigkeiten zurück, wobei es kaum relevante Verbesserungen im Personalbestand gab.
Im Rahmen des Feuerwehr-Erlebnistages am 1. Juli 2018, einer jährlichen Großveranstaltung der Berliner Feuerwehr, wurde Gräfling von Innensenator Andreas Geisel offiziell verabschiedet. Nach 35 Dienstjahren trat er schließlich mit Ablauf des 31. Juli 2018 als Landesbranddirektor in den Ruhestand.
Zu seinem Nachfolger wurde Karsten Homrighausen ernannt, der das Amt am 1. August 2018 antrat.
Innerhalb der Arbeitsgemeinschaft der Leiter der Berufsfeuerwehren in der Bundesrepublik Deutschland (AGBF), einer nachgeordneten Organisation des Deutschen Städtetages, war Gräfling bis zu seiner Pensionierung einer der stellvertretenden Bundesvorsitzenden sowie Vorsitzender des Landesverbandes Berlin.
Wilfried Gräfling gehört neben Manfred Schäfer (Ostteil der Stadt) und Albrecht Broemme zu den drei noch lebenden ehemaligen Leitern der Berliner Feuerwehr.

### Forschung
Einen Namen machte sich Gräfling auch wegen seines langjährigen Engagements im Feuerwehr-Forschungsbereich. Während seiner Amtszeit als Landesbranddirektor war er insbesondere am Projekt „STEMO“ zur frühzeitigen Erkennung und Behandlung von Schlaganfällen sowie am Projekt „AlphaKomm“ zur ausfallsicheren Lagebildinformation zur phasenadäquaten Kommunikation im Krisenfall beteiligt.
Auch das seit Oktober 2017 bei der Berliner Feuerwehr laufende Projekt „CHARLY BOS“, welches sich mit der Entwicklung einer interaktiven Trainingsplattform für Einsatzkräfte zur Vorbeugung Posttraumatischer Belastungsstörungen beschäftigt, geht auf eine Initiative Gräflings zurück.
In Anerkennung seiner Leistungen in der Forschung wurde er 2019 mit dem Bundesverdienstkreuz ausgezeichnet. Den Orden überreichte Bundesforschungsministerin Anja Karliczek im Rahmen einer Feierstunde.

### Besondere Einsätze
Wilfried Gräfling war in leitender Funktion in die nachfolgend aufgeführten herausragenden Einsätze der Berliner Feuerwehr mit eingebunden (Auswahl):
- Am 8. Juli 2000 stand am U-Bahnhof Deutsche Oper eine U-Bahn in Vollbrand. Bei dem Unglück wurden 31 Personen zum Teil schwer verletzt.
- Am 2. April 2004 wurden bei einem Wohnungsbrand im Berliner Ortsteil Moabit zwei Feuerwehrleute von den Flammen eingeschlossen, so dass sich diese nur noch mit einem Sprung aus dem Fenster retten konnten. Beide Männer überlebten schwerstverletzt.
- Am 10. August 2004 brach in einem S-Bahn-Waggon am Berliner S-Bahnhof Anhalter Bahnhof ein Feuer aus. Bei dem Brand gab es zahlreiche Verletzte.
- Am 23. Juli 2005 stürzte ein Pilot mit seinem Ultraleichtflugzeug in Selbsttötungsabsicht vor dem Berliner Reichstagsgebäude ab. Der Mann starb.
- Am 8. August 2005 wird im Ortsteil Moabit durch ein spielendes Kind ein Brand in einem Wohnhaus verursacht. Neun Bewohner versuchten vor den Flammen zu flüchten, starben jedoch durch eine Rauchgasintoxikation. Unter den Toten befanden sich auch mehrere Kinder.
- Am 26. Mai 2006 stach ein Jugendlicher nach der Eröffnung des Berliner Hauptbahnhofs, zahlreiche Menschen mit einem Messer wahllos nieder. 28 Personen wurden zum Teil schwer verletzt. Wilfried Gräfling war zu diesem Zeitpunkt persönlich vor Ort, wurde zufällig selbst Augenzeuge der Tat und leitete die ersten Maßnahmen der Feuerwehr ein.
- Am 19. Dezember 2016 raste der islamistische Terrorist Anis Amri mit einem Sattelzug während des Weihnachtsmarktes am Berliner Breitscheidplatz in eine Menschenmenge und tötete elf Personen. Dieser Einsatz wurde durch Gräfling feuerwehrseitig geleitet.

## Kritik

### Amigo-Verdacht (2013)
Im Mai 2013 geriet Gräfling nach Aufdeckung des Landesrechnungshofes unter Verdacht, mit dem für den betriebsärztlichen Bereich der Berliner Feuerwehr zuständigen Unternehmen AMD TÜV GmbH, bei dem seine damalige Lebensgefährtin als Betriebsärztin tätig war, einen überteuerten Vertrag abgeschlossen zu haben.
Die Senatsinnenverwaltung hatte bereits im Jahr 2007 auf die kritische Konstellation hingewiesen und darauf gedrängt, dass die Lebensgefährtin künftig nicht mehr im Zuständigkeitsbereich der Feuerwehr eingesetzt werden sollte.
Trotz Zusicherung wurde diese Ärztin dennoch ab 2010 erneut in ihrem alten Fachbereich eingesetzt, woraufhin die Senatsinnenverwaltung gegen Gräfling ein Disziplinarverfahren einleitete.
Im Oktober 2015 wurde gegen ihn ein Bußgeld in Höhe von 5000 Euro verhängt, gegen das er sich juristisch wehrte.

### Beratertätigkeit (2018–2019)
Unmittelbar nach Ausscheiden aus dem Amt des Landesbranddirektors unterzeichnete Gräfling mit dem Land Berlin einen sechsmonatigen Honorarvertrag. In der Funktion eines Senior-Experten soll er den neuen Feuerwehrchef Karsten Homrighausen bei dessen Aufgaben unterstützen und in Arbeitsbereiche einweisen.
Der Beratervertrag, der eine Arbeitszeit von 4 Stunden pro Woche vorsieht, stieß bei verschiedenen im Abgeordnetenhaus von Berlin vertretenen Parteien auf massive Kritik.
Die Senatsinnenverwaltung verteidigte das Vorgehen und wies darauf hin, dass die Tätigkeit vor allem der Wissensweitergabe, aber auch der Unterstützung bei der Erstellung schriftlicher Dokumentationen sowie die Einführung in wichtige Strukturen und Prozesse diene und nach den üblichen Stundensätzen freier Coaches und Trainer vergütet wird.

## Privates
Wilfried Gräfling ist verheiratet und hat drei Kinder. Er lebt auch nach seiner Pensionierung weiterhin in Berlin sowie einige Monate des Jahres in Florida.
Gräfling ist ein leidenschaftlicher Segler und hat bereits mehrfach erfolgreich an Regatten teilgenommen.
Im Februar 2018 machte er eine Krebserkrankung öffentlich, ist aber nach eigenen Angaben inzwischen tumorfrei.

## Ehrungen
- Deutsches Feuerwehr-Ehrenkreuz in Gold (2015)
- Ehrenzeichen des Landesfeuerwehrverbandes Berlin in Gold (2016)
- DIN-Ehrennadel (2017)[8]
- Ehrenmitglied des Landesfeuerwehrverbandes Berlin (2018)[9]
- Verdienstkreuz am Bande des Verdienstordens der Bundesrepublik Deutschland (2019)